# Jonah Harris
Jonah Harris (* 16. Januar 1999 in Aiwo) ist ein nauruischer Leichtathlet.

## Biografie
Jonah Harris startete bei den Mini-Pazifikspielen 2017 erstmals auf internationaler Ebene. Dort konnte er im 100-Meter-Lauf einen neuen nationalen Rekord aufstellen und erzielte zugleich mit dem Erreichen des Halbfinales das beste Resultat eines Sprinters aus Nauru bei diesem Event.
2018 startete Harris bei den Hallenweltmeisterschaften über 60 Meter. Trotz eines weiteren Landesrekords schied er in seinem Vorlauf aus. Später im Jahr ging Harris bei den Commonwealth Games über 100 und 200 Meter an den Start. Auch hier konnte Harris den nationalen Rekord Naurus in beiden Disziplinen verbessern, jedoch war auch hier im Vorlauf der Wettkampf beendet. Es folgte eine Teilnahme an den U20-Weltmeisterschaften im finnischen Tampere. Zu den kurze Zeit später ausgetragenen Mikronesienspielen in Yap wollte Naurus Leichtathletikverband insgesamt 55 Athleten entsenden, musste jedoch wegen zu hoher Reisekosten die Teilnahme absagen. Da Harris jedoch noch in Finnland war und bereits seinen Flug gebucht hatte, nahm er als einziger Athlet aus Nauru an den Spielen teil. In Yap konnte er schließlich zwei Gold-, zwei Silber- und eine Bronzemedaille gewinnen.
Bei den Olympischen Spielen 2020 in Tokio, die 2021 ausgetragen wurden, startete Harris im Wettkampf über 100 m als erster Leichtathlet Naurus bei Olympischen Spielen. Neben der Gewichtheberin Nancy Genzel Abouke war er der einzige Athlet seines Landes und trug zusammen mit Abouke während der Eröffnungsfeier die Fahne der nauruischen Mannschaft.